# (200362) 2000 QL
(200362) 2000 QL es un asteroide perteneciente al cinturón de asteroides descubierto el 21 de agosto de 2000 por Paul G. Comba desde el Observatorio de Prescott, Arizona, Estados Unidos.

## Designación y nombre
Designado provisionalmente como 2000 QL.

## Características orbitales
2000 QL está situado a una distancia media del Sol de 2,407 ua, pudiendo alejarse hasta 2,867 ua y acercarse hasta 1,948 ua. Su excentricidad es 0,190 y la inclinación orbital 1,657 grados. Emplea 1364,65 días en completar una órbita alrededor del Sol.

## Características físicas
La magnitud absoluta de 2000 QL es 16,8. 